# 1563 Noel
1563 Noel је астероид главног астероидног појаса чија средња удаљеност од Сунца износи 2,191 астрономских јединица (АЈ).
Апсолутна магнитуда астероида је 13,3.